# بولانغيريت
بولانغيريت هو معدن من معادن أملاح السلفو يتكون كيميائياً من عناصر الرصاص والإثمد والكبريت وله الصيغة Pb5Sb4S11. يوجد في الطبيعة على شكل بلورات رمادية لها بنية معينية قائمة.
سُمّي المعدن على شرف مهندس التعدين الفرنسي شارل بولانغير Charles Boulanger (1810–1849).